# روبرت بينسون
روبرت بينسون (بالإنجليزية: Robert Benson)‏ (و. 1894 – 1965 م) هو لاعب هوكي الجليد كندي، شارك في الألعاب الأولمبية الصيفية 1920، مركز لعبه هو مدافع ‏، توفي في وينيبيغ، عن عمر يناهز 71 عاماً.

## روابط خارجية
- روبرت بينسون على موقع دوري الهوكي الوطني (الإنجليزية)
- روبرت بينسون على موقع قاعة مشاهير الهوكي (لاعب أن.إتش.أل) (الإنجليزية)
- روبرت بينسون على موقع EliteProspects.com (الإنجليزية)
- روبرت بينسون على موقع Eurohockey.com (الإنجليزية)
- روبرت بينسون على موقع HockeyDB.com (الإنجليزية)
- روبرت بينسون على موقع Hockey-Reference.com (الإنجليزية)
- روبرت بينسون على موقع أوليمبيديا (الإنجليزية)